# Campeonato de Primera División 1991-92 (Argentina)
El Campeonato de Primera División 1991-92 del fútbol argentino fue la sexagésima segunda temporada de la era profesional. Dio inicio con el Torneo Apertura 1991 y concluyó con el Torneo Clausura 1992. Con su disputa se inauguró una nueva modalidad, que se extendió hasta la temporada 2013-14: a partir de aquí cada torneo corto, disputado en una sola rueda de todos contra todos, tendría su propio campeón, a diferencia de lo que ocurrió en la temporada anterior.
Lograron así la clasificación a la final de campeones de la Liguilla Pre-Libertadores, por la primera plaza a la Copa Libertadores 1993. El otro cupo a la misma se dirimió con la disputa de un partido entre el campeón perdedor de la final y el ganador del Torneo Octogonal, para el que se clasificaron 4 equipos de cada uno de los torneos.
La misma liguilla, que fue la última que se disputó en el marco de la Primera División, se usó para determinar los participantes de la Copa Conmebol 1992.
Asimismo, se establecieron los dos descensos al Nacional B de la temporada, según la tabla de promedios.

## Ascensos y descensos
| Pos     | Equipos ascendidos |
| ------- | ------------------ |
| 1.º     | Quilmes            |
| 1.º Red | Belgrano           |

| Pos  | Equipos descendidos en la temporada 1990-91 |
| ---- | ------------------------------------------- |
| 19.º | Chaco For Ever                              |
| 20.º | Lanús                                       |

## Equipos
| Equipo             | Ciudad        |
| ------------------ | ------------- |
| Argentinos Juniors | Buenos Aires  |
| Belgrano           | Córdoba       |
| Boca Juniors       | Buenos Aires  |
| Deportivo Español  | Buenos Aires  |
| Deportivo Mandiyú  | Corrientes    |
| Estudiantes        | La Plata      |
| Ferro Carril Oeste | Buenos Aires  |
| Gimnasia y Esgrima | La Plata      |
| Huracán            | Buenos Aires  |
| Independiente      | Avellaneda    |
| Newell's Old Boys  | Rosario       |
| Platense           | Vicente López |
| Quilmes            | Quilmes       |
| Racing Club        | Avellaneda    |
| River Plate        | Buenos Aires  |
| Rosario Central    | Rosario       |
| San Lorenzo        | Buenos Aires  |
| Talleres           | Córdoba       |
| Unión              | Santa Fe      |
| Vélez Sarsfield    | Buenos Aires  |

### Distribución geográfica de los equipos
| Región                  | Cant. | Equipos |
| ----------------------- | ----- | --- |
| Ciudad de Buenos Aires  | 8     | Argentinos Juniors, Boca Juniors, Deportivo Español, Ferro Carril Oeste, Huracán, River Plate, San Lorenzo y Vélez Sarsfield |
| Conurbano bonaerense    | 4     | Independiente, Platense, Quilmes y Racing Club                                                                               |
| Provincia de Santa Fe   | 3     | Newell's Old Boys, Rosario Central y Unión                                                                                   |
| Ciudad de La Plata      | 2     | Estudiantes y Gimnasia y Esgrima                                                                                             |
| Provincia de Córdoba    | 2     | Belgrano y Talleres |
| Provincia de Corrientes | 1     | Deportivo Mandiyú |

## Sistema de disputa
Se jugaron dos torneos independientes, Apertura y Clausura, en una sola rueda por el sistema de todos contra todos, en las que el segundo constituyó los desquites del primero, y cada uno consagró su propio campeón.

## Torneo Apertura

### Tabla de posiciones final
| Pos  | Equipo                  | Pts | PJ | G  | E  | P  | GF | GC | DIF |
| ---- | ----------------------- | --- | -- | -- | -- | -- | -- | -- | --- |
| 1.º  | River Plate             | 31  | 19 | 14 | 3  | 2  | 33 | 11 | 22  |
| 2.º  | Boca Juniors            | 24  | 19 | 7  | 10 | 2  | 22 | 15 | 7   |
| 3.º  | San Lorenzo             | 22  | 19 | 4  | 14 | 1  | 20 | 14 | 6   |
| 4.º  | Vélez Sarsfield         | 21  | 19 | 8  | 5  | 6  | 27 | 18 | 9   |
| 5.º  | Gimnasia y Esgrima (LP) | 21  | 19 | 7  | 7  | 5  | 16 | 17 | -1  |
| 6.º  | Deportivo Mandiyú       | 20  | 19 | 7  | 6  | 6  | 22 | 20 | 2   |
| 7.º  | Platense                | 20  | 19 | 5  | 10 | 4  | 16 | 14 | 2   |
| 8.º  | Talleres (C)            | 20  | 19 | 7  | 6  | 6  | 19 | 21 | -2  |
| 9.º  | Argentinos Juniors      | 19  | 19 | 4  | 11 | 4  | 18 | 18 | 0   |
| 10.º | Ferro Carril Oeste      | 19  | 19 | 6  | 7  | 6  | 16 | 16 | 0   |
| 11.º | Independiente           | 19  | 19 | 6  | 7  | 6  | 20 | 21 | -1  |
| 12.º | Huracán                 | 19  | 19 | 5  | 9  | 5  | 18 | 21 | -3  |
| 13.º | Racing Club             | 18  | 19 | 4  | 10 | 5  | 14 | 14 | 0   |
| 14.º | Deportivo Español       | 18  | 19 | 6  | 6  | 7  | 23 | 25 | -2  |
| 15.º | Belgrano                | 17  | 19 | 3  | 11 | 5  | 15 | 17 | -2  |
| 16.º | Rosario Central         | 17  | 19 | 4  | 9  | 6  | 17 | 21 | -4  |
| 17.º | Estudiantes (LP)        | 16  | 19 | 4  | 8  | 7  | 14 | 21 | -7  |
| 18.º | Newell's Old Boys       | 15  | 19 | 3  | 9  | 7  | 14 | 16 | -2  |
| 19.º | Unión                   | 14  | 19 | 3  | 8  | 8  | 13 | 21 | -8  |
| 20.º | Quilmes                 | 10  | 19 | 1  | 8  | 10 | 9  | 25 | -16 |

|  |                                                                                |
|  | Campeón y clasificado a la final de campeones de la Liguilla Pre-Libertadores. |
|  | Clasificado al Torneo Octogonal de la Liguilla Pre-Libertadores.               |

## Torneo Clausura

### Tabla de posiciones final
| Pos  | Equipo                  | Pts | PJ | G  | E  | P  | GF | GC | DIF |
| ---- | ----------------------- | --- | -- | -- | -- | -- | -- | -- | --- |
| 1.º  | Newell's Old Boys       | 29  | 19 | 11 | 7  | 1  | 27 | 8  | 19  |
| 2.º  | Vélez Sarsfield         | 27  | 19 | 10 | 7  | 2  | 29 | 16 | 13  |
| 3.º  | Deportivo Español       | 27  | 19 | 9  | 9  | 1  | 24 | 11 | 13  |
| 4.º  | Boca Juniors            | 26  | 19 | 10 | 6  | 3  | 20 | 11 | 9   |
| 5.º  | River Plate             | 24  | 19 | 8  | 8  | 3  | 31 | 22 | 9   |
| 6.º  | Platense                | 22  | 19 | 8  | 6  | 5  | 23 | 16 | 7   |
| 7.º  | Racing Club             | 21  | 19 | 5  | 11 | 3  | 12 | 9  | 3   |
| 8.º  | Gimnasia y Esgrima (LP) | 20  | 19 | 6  | 8  | 5  | 25 | 20 | 5   |
| 9.º  | Huracán                 | 19  | 19 | 5  | 9  | 5  | 18 | 19 | -1  |
| 10.º | Belgrano                | 18  | 19 | 6  | 6  | 7  | 18 | 18 | 0   |
| 11.º | Ferro Carril Oeste      | 18  | 19 | 5  | 8  | 6  | 13 | 14 | -1  |
| 12.º | Independiente           | 17  | 19 | 4  | 9  | 6  | 16 | 16 | 0   |
| 13.º | Talleres (C)            | 17  | 19 | 4  | 9  | 6  | 14 | 17 | -3  |
| 14.º | Rosario Central         | 17  | 19 | 8  | 1  | 10 | 19 | 24 | -5  |
| 15.º | Argentinos Juniors      | 16  | 19 | 5  | 6  | 8  | 16 | 19 | -3  |
| 16.º | Unión                   | 13  | 19 | 2  | 9  | 8  | 11 | 18 | -7  |
| 17.º | Estudiantes (LP)        | 13  | 19 | 2  | 9  | 8  | 14 | 26 | -12 |
| 18.º | Deportivo Mandiyú       | 13  | 19 | 3  | 7  | 9  | 16 | 30 | -14 |
| 19.º | San Lorenzo             | 12  | 19 | 3  | 6  | 10 | 11 | 25 | -14 |
| 20.º | Quilmes                 | 9   | 19 | 4  | 3  | 12 | 14 | 32 | -18 |

|  |                                                                                |
|  | Campeón y clasificado a la final de campeones de la Liguilla Pre-Libertadores. |
|  | Clasificado al Torneo Octogonal de la Liguilla Pre-Libertadores.               |

## Torneo de clasificación a la Copa Libertadores
Conocido como Liguilla pre-Libertadores, se disputó con el fin de clasificar a los participantes de la Copa Libertadores 1993. Se desarrolló en 3 etapas: el enfrentamiento entre los campeones de ambas fases del campeonato, que consagró al primer clasificado, y cuyo perdedor enfrentó al vencedor del Torneo Octogonal, jugado previamente, en disputa de la segunda plaza.

### Clasificación del primer equipo
Enfrentó a los dos campeones. Llamada oficialmente Clasificación 1.er equipo al Campeonato Sudamericano de Fútbol "Libertadores de América" 1993, fue una serie que se disputó al mejor de tres partidos. El ganador obtuvo el primer cupo, mientras que el perdedor quedó relegado a jugar un partido definitorio por la segunda plaza con el ganador del Octogonal.
| Final                                             | Final     | Final             | Final               | Final       | Final |
| Equipo 1                                          | Resultado | Equipo 2          | Estadio             | Fecha       |       |
| ------------------------------------------------- | --------- | ----------------- | ------------------- | ----------- | ----- |
| Newell's Old Boys                                 | 0 - 0     | River Plate       | Gigante de Arroyito | 12 de julio |       |
| River Plate                                       | 1 - 0     | Newell's Old Boys | Monumental          | 19 de julio |       |
| River Plate                                       | 3 - 2     | Newell's Old Boys | Córdoba             | 26 de julio |       |
| River Plate clasificó a la Copa Libertadores 1993 |           |                   |                     |             |       |

### Torneo Octogonal
Su nombre completo fue Torneo Octogonal por la Segunda Plaza al Campeonato Sudamericano de Fútbol "Libertadores de América" 1993. Se jugó por eliminación entre los clasificados de ambos torneos de la temporada.
| Cuartos de final  | Cuartos de final | Cuartos de final | Cuartos de final              | Cuartos de final | Cuartos de final |
| Equipo 1          | Resultado        | Equipo 2         | Estadio                       | Fecha            |                  |
| ----------------- | ---------------- | ---------------- | ----------------------------- | ---------------- | ---------------- |
| Deportivo Español | 1 - 0            | Racing Club      | Tomás Adolfo Ducó             | 10 de julio      |                  |
| Boca Juniors      | 2 - 0 (t.s.)     | San Lorenzo      | Tomás Adolfo Ducó             | 12 de julio      |                  |
| Platense          | 0 - 1            | Gimnasia (LP)    | La Doble Visera               | 12 de julio      |                  |
| Vélez Sarsfield   | 1 - 0            | Huracán          | Arquitecto Ricardo Etcheverri | 12 de julio      |                  |

| Semifinales     | Semifinales       | Semifinales       | Semifinales                   | Semifinales | Semifinales |
| Equipo 1        | Resultado         | Equipo 2          | Estadio                       | Fecha       |             |
| --------------- | ----------------- | ----------------- | ----------------------------- | ----------- | ----------- |
| Boca Juniors    | 0 - 1             | Gimnasia (LP)     | José Amalfitani               | 18 de julio |             |
| Vélez Sarsfield | 1 - 1 (4 - 2) (p) | Deportivo Español | Arquitecto Ricardo Etcheverri | 19 de julio |             |

| Final                                                    | Final     | Final         | Final      | Final       | Final |
| Equipo 1                                                 | Resultado | Equipo 2      | Estadio    | Fecha       |       |
| -------------------------------------------------------- | --------- | ------------- | ---------- | ----------- | ----- |
| Vélez Sarsfield                                          | 3 - 0     | Gimnasia (LP) | Monumental | 26 de julio |       |
| Vélez Sarsfield clasificó a la final por el segundo cupo |           |               |            |             |       |

### Clasificación del segundo equipo
Fue una final entre el campeón perdedor y el ganador del Octogonal. Llamada oficialmente Clasificación 2.º equipo al Campeonato Sudamericano de Fútbol "Libertadores de América" 1993, se jugó a un solo partido, y el vencedor obtuvo el segundo cupo.
| Final                                                   | Final     | Final           | Final                  | Final       | Final |
| Equipo 1                                                | Resultado | Equipo 2        | Estadio                | Fecha       |       |
| ------------------------------------------------------- | --------- | --------------- | ---------------------- | ----------- | ----- |
| Newell's Old Boys                                       | 1 - 0     | Vélez Sarsfield | El Gigante de Arroyito | 2 de agosto |       |
| Newell's Old Boys clasificó a la Copa Libertadores 1993 |           |                 |                        |             |       |

## Clasificación a la Copa Conmebol 1992
Los finalistas y el mejor semifinalista de la Liguilla Pre-Libertadores ocuparon los tres lugares reservados a los equipos argentinos en la Copa Conmebol 1992, primera edición de dicho torneo.
Ellos fueron Vélez Sarsfield, Gimnasia y Esgrima (LP) y Boca Juniors, que posteriormente desistió de participar y cedió su lugar a Deportivo Español.

## Tabla de descenso
| Pos  | Equipo                  | Promedio | 1989/90 | 1990-91 | 1991-92 | Pts | PJ  |
| ---- | ----------------------- | -------- | ------- | ------- | ------- | --- | --- |
| 1.º  | River Plate             | 1,342    | 53      | 45      | 55      | 153 | 114 |
| 2.º  | Boca Juniors            | 1,263    | 43      | 51      | 50      | 144 | 114 |
| 3.º  | Vélez Sarsfield         | 1,184    | 42      | 45      | 48      | 135 | 114 |
| 4.º  | Newell's Old Boys       | 1,122    | 36      | 48      | 44      | 128 | 114 |
| 5.º  | Independiente           | 1,070    | 46      | 40      | 36      | 122 | 114 |
| 6.º  | Racing Club             | 1,035    | 39      | 40      | 39      | 118 | 114 |
| 7.º  | Huracán                 | 1,026    | -       | 40      | 38      | 78  | 76  |
| 8.º  | Rosario Central         | 1,017    | 43      | 39      | 34      | 116 | 114 |
| 9.º  | Ferro Carril Oeste      | 1,000    | 39      | 38      | 37      | 114 | 114 |
| 10.º | San Lorenzo             | 1,000    | 35      | 45      | 34      | 114 | 114 |
| 11.º | Gimnasia y Esgrima (LP) | 0,991    | 39      | 33      | 41      | 113 | 114 |
| 12.º | Platense                | 0,991    | 36      | 35      | 42      | 113 | 114 |
| 13.º | Argentinos Juniors      | 0,956    | 38      | 36      | 35      | 109 | 114 |
| 14.º | Deportivo Mandiyú       | 0,938    | 36      | 38      | 33      | 107 | 114 |
| 15.º | Belgrano                | 0,921    | -       | -       | 35      | 35  | 38  |
| 16.º | Deportivo Español       | 0,912    | 31      | 28      | 45      | 104 | 114 |
| 17.º | Estudiantes (LP)        | 0,894    | 34      | 39      | 29      | 102 | 114 |
| 18.º | Talleres (C)            | 0,894    | 36      | 29      | 37      | 102 | 114 |
| 19.º | Unión                   | 0,824    | 36      | 31      | 27      | 94  | 114 |
| 20.º | Quilmes                 | 0,500    | -       | -       | 19      | 19  | 38  |

|  |                             |
|  | Descendieron al Nacional B. |

## Descensos y ascensos
Al finalizar la temporada se determinó el descenso al Nacional B de Quilmes y Unión, los dos equipos con peor promedio, los que fueron reemplazados por Lanús y San Martín (T) para el ciclo 1992-93.